# Sylvia Pankhurst
Estelle Sylvia Pankhurst (Mánchester, 5 de mayo de 1882-Adís Abeba, 27 de septiembre de 1960) fue una activista y una de las principales dirigentes del movimiento sufragista en el Reino Unido, antiimperialista, antimilitarista, feminista y socialista con ideas libertarias. Fue, además, artista plástica, periodista y escritora.

## Biografía
Sylvia Pankhurst nació el 5 de mayo de 1882 en Mánchester, Inglaterra. Hija de Emmeline Pankhurst, fundadora de la Unión Social y Política de las Mujeres (WSPU), organización que aglutinó a mujeres de diferentes procedencias en favor de lograr el derecho al voto para las mujeres, y de Richard Marsden Pankhurst, jurista de ideas socialistas, republicanas y laicas, y autor de la Ley de la propiedad de la mujer casada de 1884.
Junto a sus hermanas asistió al Mánchester High School for Girls. Después, en 1900 ganó una beca para estudiar en el Royal College of Art para seguir su formación como artista. Allí comenzó a diseñar insignias, pancartas y folletos para la WSPU. Más tarde, obtuvo una beca que le permitió estudiar arte en Italia. En 1912 abandonó su actividad artística para dedicarse de lleno a la lucha feminista, no sin antes dejar algunas acuarelas en donde plasmó y denunció las pésimas condiciones de trabajo de las mujeres en las industrias del norte de Inglaterra y Escocia.
A partir de los 20 años, Pankhurst se retiró de la vida política activa y se dedicó a escribir. En esta época inició una larga relación de pareja con el anarquista italiano Silvio Corio, exiliado en Inglaterra, con el cual tuvo a su único hijo, Richard Pankhurst, autor de Etiopía y de varias obras sobre su madre.
Falleció en Addis Abeba, Etiopía, el 27 de septiembre de 1960.

## Actividad política y social
Sylvia Pankhurst fue una de las principales dirigentes del movimiento en favor del voto femenino en Gran Bretaña junto con su madre Emmeline y su hermana Christabel. En 1903 seis mujeres, entre las que se encontraban las integrantes de la familia Pankhurst, fundaron la Unión Social y Política de las Mujeres (WSPU). A través de esta entidad organizaron en Londres movilizaciones de hasta 400 000 mujeres. Ante la falta de respuesta por parte del Gobierno, la WSPU optó por la vía violenta contra algunas propiedades, nunca contra personas, terminando algunas de estas manifestaciones con el incendio de iglesias y casas desocupadas. Por este motivo, Sylvia Pankhurst estuvo en la cárcel, como muchas de sus compañeras entre los años 1909 y 1914, enfrentándose a los jueces con huelgas de hambre, sed y sueño y negándose a ser alimentadas por la fuerza.
En 1911 Sylvia Pankhurst publicó Historia del movimiento de mujeres sufragistas en donde su pensamiento propio pacifista y socialista empezó a despuntar. Para ella el sufragismo era solo uno de los aspectos de la enorme lucha por la libertad y la justicia política. Con estos planteamientos empezaron a hacerse evidentes las diferencias con la Unión Social y Política de las Mujeres (WSPU) y con su madre y su hermana, Christabel Pankhurst. Tras sus viajes por Europa y Estados Unidos en 1911 y 1912, adquirió una mayor autonomía y madurez, iniciando, poco después, su trabajo político entre las mujeres trabajadoras del Este de Londres (East End). Sylvia Pankhurst conocía bien el ambiente socialista y de reforma social a través de la militancia de sus padres en el Independent Labour Party (ILP), germen del futuro Partido Laborista, fundado en 1906 por el sindicalista Keir Hardie. Ello la inició en la doble militancia, e intentó formar y movilizar a las mujeres obreras y, al mismo tiempo, apoyar la creación de estructuras que diesen solución a problemas sociales acuciantes, como la crianza de los hijos e hijas, la insalubridad de la vivienda, etc. Estableció alianzas con diversas organizaciones políticas y sindicales. Intentó aunar la lucha sufragista –feminista- con la socialista, creando en 1913 una federación dependiente de la WSPU, la Federación sufragista de Londres Este -East London Federation of Suffragettes (ELFS), que tenía su propia línea y agenda política. De hecho, admitían a hombres como militantes y aparecían en actos públicos junto a defensores de luchas obreras o denunciando la represión del gobierno británico en Irlanda. Era conocida su colaboración con activistas como John MacLean y James Connolly. Finalmente, en 1914 fue expulsada de la WSPU debido a sus diferencias con la organización, que eran de índole política, organizativa, estratégica y táctica.
El estallido de la Primera Guerra Mundial, en 1914, profundizó en sus convicciones internacionalistas y pacifistas. Al contrario que su progenitora, que llamaba a las mujeres a movilizarse por el derecho al voto bajo el lema "Right to serve" ("Derechos para servir"), Sylvia Pankhurst se mostraba contraria a la guerra. Estuvo en contra de un Gobierno que enviaba a los trabajadores a luchar contra otros trabajadores de países en guerra. Alejada de la organización WSPU creó un periódico para mujeres trabajadoras al que llamó El Acorazado de las Mujeres (en homenaje al acorazado Potemkin de la Revolución Rusa de 1905). De esta manera, mientras Sylvia Pankhurst se dedicaba a recorrer los barrios obreros organizando a las mujeres para que luchasen por sus derechos, las sufragistas de la WSPU demandaban que se suspendieran sus protestas para apoyar al país en la guerra. Ella entendía que el feminismo tenía conexión con el resto de formas de opresión: con la falta de empleo, la falta de educación, la mala comida, una pésima sanidad, la vida precaria, la explotación a la que la clase obrera era sometida y que la lucha feminista debía hacerse a través del socialismo. Durante la Gran guerra continuó luchando por los derechos de las mujeres y de los trabajadores, denunciando la complicidad intercapitalista entre Estados y las consecuencias para la población civil más vulnerable. Todo ello lo plasmó en su obra The Home Front.
Pankhurst apoyó los sucesos revolucionarios de octubre de 1917 en Rusia, comprometiéndose con la defensa del nuevo gobierno de los Soviets. Puso en marcha campañas como la de ¡Manos fuera de Rusia! y colaboró en la difusión de las ideas y políticas bolcheviques en sus escritos y a través de la Oficina del pueblo de información sobre Rusia. Animó a los trabajadores y trabajadoras británicas a solidarizarse con el pueblo ruso. Participó en acciones de protesta como la protagonizada por los estibadores que se negaron a cargar el barco Jolly George con armas destinadas a la contrarrevolución rusa. 
En 1918 el voto femenino fue aprobado para las mujeres mayores de 30 años. Pankhurst protestó contra el carácter limitado de este sufragio que excluía a las mujeres más jóvenes y pobres.
En 1921 viajó a la URSS, donde pudo debatir con muchos dirigentes soviéticos, recogiendo sus impresiones en su obra Soviet Rusia as I Saw It.
Pankhurst pasó por diferentes organizaciones políticas, como la Federación socialista de trabajadores (WSF), y fue una de las fundadoras del Partido Comunista de Gran Bretaña (PCGB), apoyó la II República española en los años 30 y también la causa de la población judía perseguida por el régimen nazi en Alemania.
La invasión de Etiopía por la Italia fascista en 1935 despertó un profundo interés en ella por este país, que la llevó, en 1936, a fundar el periódico New Times & Ethiopia News, publicación en la que relataba los acontecimientos de Europa y del norte de África.
Su interés por Etiopía creció hasta tal punto que, después de la Segunda Guerra Mundial, emigró al país africano, poniendo en marcha diversos proyectos sociales y desde donde luchó contra la ocupación intaliana. Allí recaudó fondos para el primer hospital universitario de Etiopía y se convirtió en amiga y consejera del emperador etíope Haile Selassie.
En 1954 se trasladó definitivamente a Addis Abeba junto a su hijo y allí fundó la revista Ethiopia Observer, que informaba mensualmente sobre la vida y el desarrollo de Etiopía.
En 1955 publica Ethiopia: A Cultural History, donde plasmó su investigación sobre el arte y la cultura de ese país.
Falleció en 1960, en Addis Abeba. Su legado incluye la organización de las trabajadoras, el enfrentamiento a la guerra imperialista, la pasión por la Revolución rusa, la lucha por la igualdad y por una sociedad libre de toda opresión.

## Principales obras de Sylvia Pankurst
- The suffragette: the history of the women’s militant suffrage movement, 1905-1910, New York, Sturgis and Walton, 1911.
- Education of the masses, London, The Dreadnought Publishers, 1921. Soviet Russia as I saw it, London, Dreadnought Publishers, 1921.
- Writ on cold slate, London, Dreadnought Publishers, 1922.
- The truth about the oil war, London, Dreadnought Publishers, 1922.
- India and the earthly Paradise, Bombay, Sunshine Publishing House, 1926.
- Delphos: the future of international language, London, K. Paul, Trench, Trubner & co., ltd, 1927.
- Poems of Mihail Eminescu (traducción con I.O. Stafanovici), London, Kegan Paul, 1930.
- The life of Emmeline Pankhurst: the suffragette struggle for women’s citizenship, London, T.W. Laurie Ltd., 1930.
- Save the mothers: a plea for measures to prevent the annual loss of about 3000 child-bearing mothers and 20,000 infant lives in England and Wales, and a similar grievous wastage in other countries, London, A.A. Knopf, 1930.
- The suffragette movement: an intimate account of persons and ideals, London, Longmans, 1931.
- The home front: a mirror to life in England during the World War, London, Hutchinson, 1932.
- “Sylvia Pankhurst”, en Oxford, Margot (ed.), Myself when young. By famous women of today, London, Frederick Muller Ltd., 1938, pp. 259-313.
- British Policy in Eritrea and Northern Ethiopia, Woodford Green, Sylvia Pankhurst (ed.), 1945.
- British Policy in eastern Ethiopia, the Ogaden and the reserved area, Woodford Green, Sylvia Pankhurst (ed.), 1946.
- Education in Ethiopia, Woodford Green, New Times and Ethiopia News Book Department, 1946.
- The Ethiopian People: their rights and Progress, Woodford Green, New Times and Ethiopia News Book Department, 1946.
- Is an International Language Possible? A lecture delivered before the Annual Conference of the Societé de Philologie, Sciences et Beaux Arts, London, Morland Press, 1947.
- Ex-Italian Somaliland, London, Watts & Co., 1951.
- Why are we destroying the Ethiopian Ports? With a historical retrospect 1557-1952, Woodford Green, New Times and Ethiopia News Book Department, 1952.
- Ethiopia and Eritrea; the last phase of the reunion struggle, 1941-1952, Woodford Green, Lalibela House, 1953.
- Ethiopia: a cultural history, Woodford Green, Lalibela House, 1955.
- Communism and its tactics, (1ª publicación en Workers' Dreadnought, 1921-22), Edinburgh, M. Shipway (ed.), 1983.
- Dodd, Kathryn (ed), The Sylvia Pankhurst reader, Manchester, Manchester University Press, 1993.[2]

## Periódicos fundados y editados por Sylvia Pankhurst
- The Woman’s Dreadnought (18/03/1914-21/07/1917).
- The Workers’ Dreadnought (28/07/1917-14/06/1924. Llamado Workers’ Dreadnought desde el 31/01/1920).
- Germinal (1923, 2 números).
- Humanity (1932)
- New Times and Ethiopia News (9/05/1936-5/05/1956).
- Ethiopia Observer (mensual, 1956-1960).[2]

## Obras sobre Silvia Pankhurst
- Banks, Olive, The Biographical Dictionary of British Feminists, vol. 1, Brighton, Wheatsheaf, 1985.
- Davis, Mary, Sylvia Pankhurst. A life in radical politics, London, Pluto Press, 1999.
- Harrison, Shirley, Sylvia Pankhurst: a Crusading Life, 1882-1950, London, Penguin, 2003.
- Pankhurst, Richard. & Bullock, Ian (eds.), Sylvia Pankhurst. From Artist to Anti-Fascist. London, MacMillan, 1992.
- Pankhurst, Richard K.P., Sylvia Pankhurst, artist and crusader. An intimate portrait, London, Paddington Press, 1979.
- Purvis, June, “Sylvia Pankhurst (1882-1960), Suffragette, Political Activist, Artist and Writer”, en Gender and Education, vol. 20, n.º 1, 2008, pp. 81-87.

- Schreuder, M. Wilhelmina H., Inventory of the E. Sylvia Pankhurst papers, 1863-1960, Ámsterdam, Stichting beheer IISG, 1989.
- Winslow, Barbara, “Sylvia Pankhurst and the Great War”, en Bullock, I. y Pankhurst, R., Sylvia Pankhurst: from Artist to Anti-Fascist, London, Macmillan, 1992.
- Winslow, Barbara, Sylvia Pankhurst. Sexual Politics and Political Activism, New York, St. Martin’s Press, 1996.[2]

## Premios y reconocimientos
- Fue nombrada por Haile Selassie, etíope honorífica.[15]
- Es la única extranjera enterrada frente a la Catedral de la Santísima Trinidad en Addis Abeba.[8][16]